# Voulton
Voulton ist eine französische Gemeinde mit 298 Einwohnern (Stand: 1. Januar 2022) im Département Seine-et-Marne in der Region Île-de-France. Sie gehört zum Arrondissement Provins und zum Kanton Provins (bis 2015: Kanton Villiers-Saint-Georges). 

## Geografie
Voulton liegt etwa 60 Kilometer ostsüdöstlich von Paris. Der Voulzie entspringt am Nordrand der Gemeinde. Umgeben wird Voulton von den Nachbargemeinden Rupéreux und Augers-en-Brie im Norden, Villiers-Saint-Georges im Nordosten, Beauchery-Saint-Martin im Osten, Léchelle im Südosten, Saint-Brice im Süden, Rouilly im Südwesten, Saint-Hilliers im Westen und Nordwesten sowie Courchamp im Nordwesten.

## Bevölkerungsentwicklung
| Jahr                      | 1962 | 1968 | 1975 | 1982 | 1990 | 1999 | 2006 | 2013 |
| Einwohner                 | 306  | 345  | 238  | 305  | 300  | 293  | 310  | 301  |
| Quelle: Cassini und INSEE |      |      |      |      |      |      |      |      |

## Sehenswürdigkeiten
- Kirche Notre-Dame-de-l'Assomption (Monument historique)

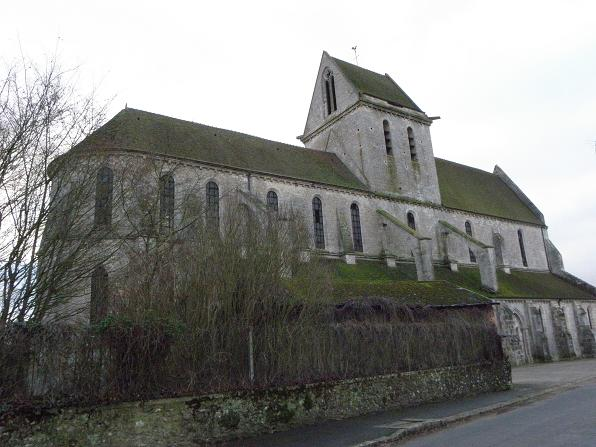
Kirche Notre-Dame-de-l'Assomption

## Söhne und Töchter der Gemeinde
- Paul Cocuet (* 1869), Ruderer